# Ли Джу Ён (конькобежец)
Ли Джу Ён (кор. 이주연; род. 29 октября 1987 года в Сеуле, Республика Корея) — южнокорейская конькобежка. Участница зимних Олимпийских игр 2006 и 2010 годов, чемпионка Азиатских игр, 5-кратная чемпионка Кореи в многоборье, 7-кратная на отдельных дистанциях и 11-кратная призёр чемпионата Кореи.

## Биография
Ли Джу Ён начала заниматься конькобежным спортом в 5-м классе начальной школы (11 лет) в средней школе Кёнхи.
В 2001 году она выиграла свои первые медали, участвуя на 82-м Национальном зимнем фестивале в Сеуле, где заняла 1-е место в забеге на 3000 м и 3-е на 1500 м, а через выиграла на обеих дистанциях. В 2003 году Ли Джу Ён дебютировала на юниорском чемпионате мира. В 2004 году одержала победу на чемпионате Южной Кореи в многоборье, а также стала 3-кратным серебряным призёром на отдельных дистанциях. В сезоне 2004/05 она дебютировала на Кубке мира, а также выиграла вновь в многоборье на национальном чемпионате.
В марте 2005 года на чемпионате мира среди юниоров выиграла серебряную медаль в командной гонке и заняла 5-е место в сумме многоборья. В 2006 году на зимних Олимпийских играх в Турине Ли заняла 16-е место в забеге на 1500 м и 26-е на 1000 м. На юниорском чемпионате мира в Эрфурте стала 2-й в командной гонке и 3-й в многоборье.
В 2007 году на зимней Универсиаде в Турине стала серебряным призёром в забеге на 1500 м и бронзовым на дистанциях 3000 и 5000 м. Следом на Зимних Азиатских играх в Чанчуне выиграла "серебро" на дистанции 1500 м. Она также дебютировала на чемпионате мира на отдельных дистанциях в Солт-Лейк-Сити и заняла лучшее 10-е место в забеге на 1500 м. 
В ноябре 2007 на этапе Кубка мира в Калгари установила национальный рекорд в забеге на 3000 м со временем 4:05,64 сек. В 2008 году на чемпионате мира в классическом многоборье в Берлине стала 21-й. В марте на чемпионате мира на отдельных дистанциях в Нагано лучшим стало 13-е место в беге на 1500 м. В сезоне 2008/09 в 4-й раз чемпионкой в многоборье на чемпионате Кореи.
На чемпионате мира в Хамаре в 2009 году остановилась на 20-м месте в сумме многоборья. В феврале на 24-й зимней Универсиаде в Харбине выиграла серебряную медаль в командной гонке. В марте на чемпионате мира на отдельных дистанциях в Ричмонде заняла лучшее 16-е место в забеге на 3000 м. 
На зимних Олимпийских играх в Ванкувере участвовала на дистанции 1500 м, 3000 м и в командной гонке, став 33-й, 23-й и 8-й соответственно. В сентябре 2010 года присоединилась к команде "Dongducheon City Hall". На Зимних Азиатских играх 2011 года в Астане выиграла в командной гонке, стала 3-й в масс-старте. На 92-м Национальном зимнем спортивном фестивале она заняла 1-е место в забеге на 1500 м и в масс-старте.  В 2012 году на чемпионате мира на отдельных дистанциях в Херенвене она поднялась на 6-е место в командной гонке. 3 марта 2014 года завершила карьеру спортсмена.

## Личная жизнь
Ли Джу Ён окончила Корейский национальный спортивный университет в области физического воспитания. Мать Ли Джу Ён, Кук Ми Сон, управляет отелем "Bamboo Story Hotel" в округе Джиджи-ри, её дед Дэ Юн Кук, бывший директор Культурного центра, а бабушка - лидер Женского хора в округе Дамьян провинции Чолла-Намдо.